# Vlag van Finland
De vlag van Finland toont een blauw kruis op een witte achtergrond. In het Fins wordt hij dan ook siniristilippu genoemd, wat "blauwekruisvlag" betekent. De vlag werd op 29 mei 1918 aangenomen.

## Symboliek
Finland heeft lang deel uitgemaakt van Zweden en sinds de Vrede van Fredrikshamn (1809) behoorde het tot het Russische tsarenrijk. Toen het land in 1917 onafhankelijkheid verwierf, werd een vlag ontworpen die de geschiedenis van het land weergaf. Het ontwerp is samengesteld uit het kruis dat van de vlag van Zweden komt en de kleuren zijn gebaseerd op de kleuren, blauw en wit van de Russische keizerlijke vlag. Daarnaast symboliseren het blauw de meren en de hemel en het wit de sneeuw.

## Ontwerp

### Drie varianten
Er zijn drie varianten van de Finse vlag. Burgers gebruiken de civiele vlag: dat is de vlag zonder wapen. Overheidsinstanties gebruiken (te land en ter zee) de vlag met het wapen van Finland in het midden van het blauwe kruis (staatsvlag). De oorlogsvlag is de staatsvlag met een zwaluwstaart.
De afmetingen moeten in de verhouding 11 eenheden tot 18 eenheden staan (hoogte versus lengte). De hoogte is verdeeld in 4 + 3 + 4 eenheden en de lengte in 5 + 3 + 10 eenheden. De balken van het kruis zijn dan drie eenheden breed. De zwaluwstaartvlag is één eenheid langer; de staart neemt vijf eenheden in.

### Kleuren
De kleuren blauw, rood en geel zijn vastgelegd in de Pantonecodering (rood en geel zijn gebruikt in het wapen op de staats- en oorlogsvlag). Blauw heeft de code 294C, rood 186C, en geel 123C. Dit is vastgesteld bij regeringsbesluit 827 van het jaar 1993.
De CMYK-codes van deze kleuren zijn:
- blauw: C 100 %, M 56 %, Y 0 %, K 18,5 %;
- rood C 0 %, M 91 %, Y 76 %, K 6 %;
- geel C 0 %, M 30,5 %, Y 94 %, K 0 %.

## Geschiedenis
Het huidige ontwerp werd in Finland voor het eerst gebruikt in 1861 door de Nyländska Jaktklubben, een zeilvereniging die hetzelfde jaar in Helsinki was opgericht. In aanvulling op het blauwe kruis op een witte achtergrond toonde de vlag van de zeilvereniging het gekroonde wapen van de toenmalige provincie Uusimaa (Zweeds: Nyland) met twee gekruiste takken in het witte vlak linksboven. Met uitzondering van de positie van het kruis, was de vlag gelijk aan die van de Jachtclub Neva, een zeilvereniging van Sint-Petersburg (de oudste van Rusland), die een jaar eerder was opgericht. Dit ontwerp is van invloed geweest op de Russische marinevlag, die een blauw andreaskruis op een witte achtergrond toont.
Kort nadat Finland in 1917 onafhankelijk was geworden, werd er een wedstrijd uitgeschreven over het ontwerp voor een eigen Finse vlag. Verschillende ontwerpen werden ingediend, die wat de gebruikte kleuren betreft over het algemeen in twee categorieën konden worden geplaatst: de ene categorie met vlagontwerpen in geel en rood (naar het wapen van Finland) en de andere met ontwerpen in de kleuren blauw en wit.

Vlag van 1917-1918
Vlag van 1918
Vlag van 1918-1920
Huidige vlag. (sinds 1920)

## Vlaginstructie
De Finse wet schrijft voor dat de vlag niet vies of beschadigd gebruikt mag worden en dat ze niet van een vlaggenmast gehaald mag worden zonder toestemming. Het gebruik van de staats- en oorlogsvlag door burgers is eveneens verboden, net als het plaatsen van extra symbolen op de vlag. Het verkopen van een vlag die niet de vereiste kleurstellingen bevat is verboden. Iemand die deze regels overtreedt, riskeert een boete.
Daarnaast zijn er nog niet-vastgelegde regels over het omgaan met de vlag. De vlag moet allereerst met respect worden behandeld. Ze mag niet in de grond of op zee worden begraven. Wanneer de vlag wordt gewassen moet hij binnenshuis worden gedroogd. Als de vlag versleten is, moet deze met eerbied worden verbrand of zodanig in stukken worden geknipt dat die stukken niet meer herkenbaar zijn als delen van de vlag.

Vlag van een zeilvereniging; de omcirkelde X staat op de plaats van het clubembleem.

## Zeilverenigingen
Finland is uniek in het feit dat het zijn geregistreerde zeilverenigingen toestaat om een eigen vlag te gebruiken. Zo'n vlag is gebaseerd op de Finse civiele vlag, met een ratio van 3:5 en een wit kruis op het blauwe. Het witte kruis is op een dergelijke vlag drie keer zo dun als het blauwe. In de linkerbovenhoek staat het clubembleem. De meeste zeilverenigingen geven deze vlaggen aan hun leden en zij worden veel gebruikt, maar het wordt hen aangeraden om ze alleen binnen de Finse binnen- en territoriale wateren te gebruiken.

## Verwarring

Seinvlag X

De vlag van Finland moet niet verward worden met de seinvlag "X", waarvan de betekenis door de International Maritime Organization (IMO) universeel is vastgelegd.